# DSW Tag Team Championship
Het DSW Tag Team Championship was een professioneel worstelkampioenschap voor tag-teams in Deep South Wrestling, een voormalig opleidingscentrum van World Wrestling Entertainment.

## Titelgeschiedenis
| Nr.                                                                                    | Worstelaars                                 | # | Datum            | Stad                   | Aantekeningen                                                                                                   |
| -------------------------------------------------------------------------------------- | ------------------------------------------- | - | ---------------- | ---------------------- | --- |
| 1                                                                                      | High Impact (Mike Taylor & Tony Santarelli) | 1 | 18 mei 2006      | McDonough (Georgia)    | Versloeg The Gymini (Jake & Jesse) in een toernooifinale.                                                       |
| 2                                                                                      | The Untouchables (Deuce Shade & Domino)     | 1 | 5 oktober 2006   | McDonough              | Met deze winst, The Untouchables hield beide opleiding (DSW en OVW) tag team titels.                            |
| 3                                                                                      | The Majors Brothers (Brian & Brett Majors)  | 1 | 12 oktober 2006  | McDonough              | |
| 4                                                                                      | Urban Assault (Eric Perez & Sonny Siaki)    | 1 | 30 november 2006 | McDonough              | |
| 5                                                                                      | The Regulators (Mike & Todd Shane)          | 1 | 14 december 2006 | McDonough              | |
| Titel vrijgesteld op 19 januari 2007 na vrijgeven van The Regulators op de vorige dag. |                                             |   |                  |                        | |
| 6                                                                                      | The Majors Brothers (Brian & Brett Majors)  | 2 | 19 januari 2007  | McDonough              | Versloeg The Samoan Fight Club (Sonny Siaki & Afa Jr.) en William Regal & Dave Taylor in een "three way match". |
| 7                                                                                      | Team Elite (Derrick Neikirk & Mike Knox)    | 1 | 8 maart 2007     | McDonough              | |
| Titel vrijgesteld op 18 april 2007 wanneer WWE zijn opleidingsdeal met DSW beëindigde  |                                             |   |                  |                        | |
| 8                                                                                      | Caleb Konley & Sal Rinauro                  | 1 | 26 juli 2007     | Locust Grove (Georgia) | Versloeg Pretty Boy Floyd en Simon Sermon; laatste kampioenen nadat DSW sloot.                                  |